# Fabio Caucino
Fabio Caucino (Torino, 27 maggio 1972) è un cantautore e compositore italiano.

## Biografia
Inizia a suonare la chitarra all'età di 12 anni componendo le sue prime canzoni a 15 anni.
 Durante il periodo scolastico ed universitario intraprende il suo percorso artistico e la curiosità per la multimedialità
lo porta a sperimentare da subito la commistione tra la parola scritta, la forma canzone e le arti visive fondando nel 1997 il gruppo Animamagra. Nascono i primi brani che lo inducono ad esibirsi attraverso un concerto interamente inedito. Il fortunato incontro con l'artista figurativo Pierpaolo Rovero, lo porta ad ideare nel 1999 il concerto multimediale Kromatica in cui attraverso la musica, il pubblico interagisce con il colore, i giochi di luce, l'esposizione di quadri, la visione proiettata sui musicisti di cortometraggi. Sono questi gli anni in cui partecipa e viene segnalato in alcuni concorsi nazionali, anche attraverso pubblicazioni.
Nel 2001 vince il concorso nazionale Senza etichetta (Torino), che vede Mogol Presidente di giuria. Nel 2002 è finalista al concorso internazionale Spazio giovani, premio città di Foggia e viene inoltre inserito nella compilation celebrativa di Tavagnasco Rock (Ivrea), aprendo il concerto di Vinicio Capossela. L'anno successivo viene insignito del secondo premio al concorso Un'avventura - Emozioni (Molteno) che vede in giuria Antonio Silva (direttivo Premio Tenco) e vince il premio come migliore autore al concorso Risonanze di Villafranca Padovana (PD). Con il 2003 termina la collaborazione con gli Animamagra e decide di affrontare la carriera da solista.
Produce il progetto teatrale Nautilus: frammenti di cielo nel mare, insieme allo scrittore Sergio Caucino, facendo interagire musica, prosa, poesia ed immagini. Nell'ambito torinese iniziano a farsi più frequenti le collaborazioni e le apparizioni comuni con artisti più affermati come Luca Morino (Mau Mau) e Federico Bianco (Colorado Cafè). La sua vena ironica lo porta a conoscere ed a condividere in molteplici occasioni il palco con Marco Carena, tra i più noti capofila della canzone ironica italiana. Grazie a questo incontro avrà anche modo di confrontarsi con Freak Antoni. Nell'estate del 2003 apre alcune date italiane del tour di Nicola Arigliano, suonando insieme al batterista Giampaolo Ascolese, il pianista Antonello Vannucchi ed il contrabbassista Elio Tatti. I molti impegni musicali lo portano a comporre per la casa di produzione Red Dragon la colonna sonora del fumetto animato Circus Boulevard presentato al concorso Internazionale di cortometraggi ad Annecy (Francia).
Nel 2004 pubblica per l'etichetta R&G Zedde il primo lavoro discografico dal titolo Immagini da sopra il cielo registrato negli studi di Marco Cimino e Gigi Venegoni, storici rappresentanti della musica progressive italiana (Arti e mestieri, Perigeo). Il disco viene segnalato tra le migliori opere prime italiane da alcuni giornalisti della stampa specializzata, nella classifica dedicata dal Premio Tenco di Sanremo a tale categoria. Viene invitato come ospite a Roma della Fandango Production alla III edizione di Videoclipped the radio stars insieme a Bandabardò, Pacifico e aprendo il concerto degli Assalti frontali. L'anno successivo partecipa al Festival L'isola in collina di Ricaldone (AL), selezionato come artista emergente dell'anno nel panorama della canzone d'autore italiana aprendo il concerto di Samuele Bersani. Ottiene il secondo posto al concorso nazionale Biella Festival organizzato con il supporto del programma DemoRai RADIO1 RAI. Il 2005 è ancora ricco di appuntamenti per il cantautore piemontese che si classifica tra i finalisti del concorso per la canzone d'autore Umberto Bindi, premio città di Santa Margherita Ligure con una menzione speciale di Bruno Lauzi, presidente di giuria. Viene inoltre invitato come ospite al Festival della canzone d'autore di Francavilla Bisio (AL) sotto la direzione artistica del giornalista Alberto Bazzurro, rendendo omaggio alla canzone genovese e iniziando un nuovo percorso artistico anche come interprete. Partecipa come ospite allo Zazzarazaz- Festival della Canzone Jazzata di Sanremo condividendo lo stesso palco di Sergio Caputo. Insieme a Sergio Caucino produce il suo secondo spettacolo di interazione tra prosa, improvvisazioni jazz e canzoni legate al mondo del mare e della navigazione per la presentazione del libro La traversata di Emma Costa Rubens (Ed. Marotta) a Roma, Firenze e Torino.
Nel 2006 viene invitato a chiudere la rassegna Senza orario senza bandiera a Breganze (VI) come rappresentante della nobile canzone d'autore in omaggio a Fabrizio De André, unico concerto in cartellone e firma le musiche per alcuni backstage relativi alle Paraolimpiadi invernali per la Provincia di Torino. Vince il premio come migliore canzone d'autore dell'anno al Festival Scrivendo canzoni di Sermide (MN) e aprendo lo spettacolo di Leonardo Manera.
Con il 2007 il cantautore termina gli ultimi concerti dal vivo e indossa i panni di musicista per affrontare una nuova esperienza iniziando la collaborazione con il gruppo folk piemontese Li Brando come percussionista, mettendosi al servizio in un progetto di musiche franco – provenzali e di musiche castigliane che lo porta in Italia ed in Germania attraverso una tournée che registra 40 date in due anni.
Nel 2008 torna in studio con un progetto ambizioso: Passeggero dell'anima, un disco, libro, fumetto da ascoltare, leggere e vedere. Registrato, mixato & masterizzato presso MM Boutique Multimediale da: Manù Saladino, Per l'occasione suonano con il cantautore piemontese tra gli altri il trombettista Fabrizio Bosso, il chitarrista Armando Corsi, il percussionista Marco Fadda, il polistrumentista Vincenzo Zitello e il quartetto d'archi dell'orchestra RAI di Torino. Passeggero dell'anima è stato presentato da maggio 2008 alla Fiera Internazionale del Libro di Torino, a Torino Comics, al Festival Internazionale del Libro Musicale di Sanremo, a Il Canto della Parola di Ravenna, alla VII Fiera Più Libri Più Liberi di Roma, al Mantova Music Festival, in occasione della Fiera Vinilmania di Segrate (MI), al M.E.I. di Faenza e al Salone internazionale del libro  di Imperia. Tra incontri, interviste, presentazioni e concerti il tour ha totalizzato nei tre anni successivi 62 appuntamenti. Nello stesso anno è vincitore assoluto del Premio Mauro Carratta di Ugento (LE) (1º Premio e Premio della Critica) e partecipa alle selezioni per il Festival di Sanremo.
Nel 2009 insieme a Marco Cimino produce il CD strumentale Musica Liquida, destinato al mercato pubblicitario collaborando alla realizzazione dello spot Gran Soleil – Ferrero e al lancio nazionale del nuovo Tuttosport sul web con il brano Il rigore più lungo del mondo. Nello stesso anno viene insignito dal Sultano Freddy Colt, al teatro Ariston di Sanremo, del Passaporto diplomatico del goliardico e fantomatico Sultanato dello Swing come Architetto del ritmo di cui Stefano Bollani è Gran Visir. Si esibisce insieme a lui durante il primo Swing Divan a cui partecipano tra gli altri Giovanni Blok, Piji Siciliani, Matteo Brancaleoni e il cerimoniere Dario Salvadori.
All'inizio del 2010 partecipa insieme a Francesco Baccini alla manifestazione torinese Come una nota nel mare, ai festeggiamenti del 25 aprile in piazza Castello a Torino aprendo il concerto dei Baustelle davanti a diecimila persone e per i festeggiamenti di San Giovanni a Torino per una diretta televisiva il 24 giugno in piazza Vittorio davanti a cinquemila persone. Produce inoltre nello stesso anno i laboratori didattici La musica delle parole e Mille papaveri rossi – la canzone impegnata in cui attraverso conferenze e corsi nelle scuole superiori compie una panoramica della storia della forma canzone tra bellezza, impegno sociale e tecnologia.
Nel 2011 è l'ideatore, insieme al giornalista Massimo Tadorni, della trasmissione televisiva Torinight in cui in un'ora e mezza di diretta ogni settimana si approfondiscono le tematiche legate alla musica in ogni sua forma (strumenti, intercultura, nozioni, aneddoti) con esibizioni live degli artisti invitati per un ciclo di 52 puntate. Dal 2012 grazie all'incontro col direttore radiofonico Gianni Ricci scopre la web radio come nuovo strumento multimediale di comunicazione e inventa e conduce due format I luoghi dell'anima e Easy Rider - la lunga strada della musica che arrivano ad avere punte di 70.000 accessi in una singola puntata.
Viene invitato nella primavera del 2012 al Salone Internazionale del libro di Torino insieme a Fausto Mesolella (Avion Travel) e Gianmaria Testa a rappresentare i cantautori italiani in diretta su Radio RAI 3 nelle trasmissioni Alza il volume e Fahrenheit, per la quale regala, su richiesta del Direttore Marino Sinibaldi, una versione della famosa sigla My favorite things per la prima volta con un testo inedito in italiano Cosa vorrei che davvero accadesse. Nell'occasione condivide il palco insieme allo scrittore Luis Sepúlveda.
Il 28 gennaio 2013 esce il suo terzo lavoro discografico Io cambio  grazie ad una produzione interamente piemontese con l'ausilio del fisarmonicista Luca Zanetti per gli arrangiamenti, registrato e mixato negli stessi studi degli ultimi dischi di Fiorella Mannoia e masterizzato in parte allo Sterling Sound Studio di New York. Suonano e lo accompagnano dal vivo tra gli altri il chitarrista Maurizio Brunod e il percussionista Gigi Biocati. Per la presentazione del disco viene invitato nell'arena del Salone Internazionale del libro di Torino alla presenza di Riccardo Tesi.
Dal 2014 inizia una serie di concerti che svolge parallelamente alle sue due ultime digressioni musicali: il progetto Suonirari in duo con il contrabbassista Andrea Manzo ed il progetto Lunaspera in quartetto insieme al trombettista Alberto Mandarini, storico musicista di Paolo Conte, con il quale affronta un repertorio a cavallo tra la musica popolare ed il jazz.
Dal 2015 inizia una nuova avventura radiofonica con il terzo format dedicato alla musica sudamericana dal titolo Duende con un successo inaspettato all'estero e inizia le registrazioni del nuovo disco I movimenti del gatto curando anche tutti gli aspetti grafici e video con lo pseudonimo El Gato Diaz. Il disco preceduto dal singolo omonimo esce all'inizio di maggio 2016.
Dal 2016 continua a portare nei club, nei teatri e nei Festival la propria musica con diverse formazioni iniziando a sperimentare in concerto sonorità differenti che lo portano a scrivere nuovi brani per la lavorazione di un nuovo progetto discografico. Viene invitato come interprete più volte per omaggiare i grandi della canzone d'autore.
Il 21 marzo 2021 il cantautore torinese sceglie l’equinozio di primavera come scommessa, come messaggio nella bottiglia per il futuro, come rinascita per l'uscita del suo quinto album Morimmo tutti d'abbondanza. Scritto, arrangiato e prodotto da Caucino si avvale dell’ausilio di due soli strumenti. Accompagnato dalla camaleontica e sorprendente sonorità delle fisarmoniche di Luca Zanetti e dal violoncello gentile di Paola Torsi, il lavoro è orchestrato sapientemente in modo da valorizzarne le timbriche, le sfumature, il suono, fino a rendere musica il silenzio.
Dal 2000 non ha mai smesso di collaborare, insieme a Manuela Bisacca, come operatore culturale con l'associazione Echi di Musika seguendo la direzione artistica di molteplici manifestazioni e festival, collaborando con moltissimi musicisti e gruppi italiani ed esteri così come continua a ricoprire anche l'incarico di insegnante di disegno e storia dell'arte nella scuola media superiore, in diversi licei ed Istituti Tecnici della provincia di Torino.

## Altre attività

### Grafica
È meno nota ai molti un'altra sua grande passione: da anni collabora come graphic designer, per lo studio di brend di comunicazione per manifestazioni, Festival e come autore di copertine discografiche e librarie firmandosi con lo pseudonimo di El Gato Diaz.

## Discografia
- 2004 – Immagini da sopra il cielo
- 2008 – Passeggero dell'anima
- 2013 – Io cambio
- 2016 – I movimenti del gatto
- 2021 - Morimmo tutti d'abbondanza

### Apparizioni in raccolte
- 2001 – Senza Etichetta IV ed.
- 2002 – Tavagnasco Rock XIII ed.
- 2002 – Spazio Giovani VII ed.
- 2004 – Biella Festival VI ed.
- 2007 – 10 anni di Zazzarazzaz

### Collaborazioni in dischi di altri interpreti
- 2003 – Moby Dick (con Zanetti / Mascherpa / Miele)
- 2008 – Un pé per tèra(con Li Brando)
- 2009 – Musica Liquida (con Marco Cimino)
- 2014 – I giorni delle arance (con Luca Zanetti / Silvia Cucchi)
- 2015 – Duepuntozero (con BoomBoomBabylon)

## Libri
- 2008 – Passeggero dell'anima

### Estratti
- 2008 – Canzoni al Valentino (di Isabella Maria Zoppi)
- 2009 – L'infermeria – anni…un lungo incontro (di Club Tenco)
- 2010 – Dalla città, le montagne Torino e il Piemonte attraverso la canzone (di Isabella Maria Zoppi)

## DVD
- 2003 – Risonanze II ed.
- 2006 – Live al Magazzino di Gilgamesh

## Radio e TV
- 2011-2012 – Torinow prima serie (trasmissione televisiva)
- 2012-2013 – Torinow seconda serie (trasmissione televisiva)
- 2012-2014 – I luoghi dell'anima (trasmissione radiofonica)
- 2014-2015 – Easy Rider - La lunga strada della musica (trasmissione radiofonica)
- 2015-2016 – Duende - L'onda lunga della musica (trasmissione radiofonica)